# アレッサンドラ・ルディーニ

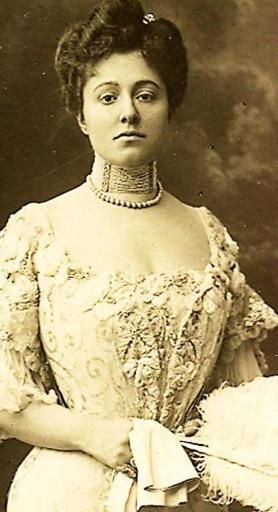
アレッサンドラ・ルディーニ

アレッサンドラ・ルディーニ（Alessandra di Rudini Carlotti 1876年 - 1931年）は、イタリアの貴族、カトリック教会カルメル会の修道女。

## 生涯
アレッサンドラはシチリア貴族の娘としてナポリで生まれた。彼女が生まれる直前、母親が船上で産気づき急遽、ナポリに上陸した。父親は当時の状況を振り返り「娘は海のような不安定を持っている」と述べた。事実、父親の言葉は的中することになる。
アレッサンドラはシチリア社交界に育ち高身長の端麗な女性に成長し、ヨーロッパ各地の社交界と交流した。彼女はヴェローナの貴族、カルロッティ侯爵と結婚、2人の息子を儲けたが夫は死去し、ローマに移り住んだ。ローマの社交界で活躍し詩人のガブリエーレ・ダヌンツィオと出会い恋することになる。4年間、ダヌンツィオと生活しモルヒネを用いて中毒症を起こした。やがて彼と別れ堕落した生活を断った。ルディーニはルルドに旅行し神秘体験を得た。彼女はダヌンツィオから復縁を望まれたが断り、1911年、フランスのパレ・ル・モニアルのカルメル会修道院に入った。「イエスのマリア」として誓願を立てたルディーニは修練長を経て修道院長としてヴァレンシエンヌ、ルポソワール、パリのモンマルトルに修道院を創立した。ルディーニは賢明な統治者としてフランスで有名になり、1931年、自身が創立したルポソワールの修道院で帰天（死去）した。